# 西山新园蛛
西山新园蛛（学名：Neoscona xishanensis）为园蛛科新园蛛属的动物。在中国大陆，分布于云南、贵州、浙江、陕西等地。该物种的模式产地在云南、贵州贵阳、浙江九龙江、陕西柴关岭。